# Максимилиан Фелцман
Максимилиан Фелцман (на немски: Maximilian Felzmann) е офицер, който служи на Австро-Унгария (през Първата световна война), на Австрия (подполковник), на Нацистка Германия (през Втората световна война, генерал от артилерията).

## Живот и кариера
Максимилиан Фелцман е роден на 22 април 1894 г. в Цвитау, днешна Чехия. През 1913 г. се присъединява към австрийската армия като офицерски кадет от артилерията. Участва в Първата световна война на страната на Австро-Унгария, като се издига до звание оберлейтенант (старши лейтенант). След войната продължава военната си кариера в армията на Австрийската република, достига до звание подполковник и длъжност командир на артилерийски полк.
След аншлуса се присъединява към Вермахта. В началото на Втората световна война командва 251-ви артилерийски полк и носи звание оберстлейтенант. По-късно поема 130-о артилерийско командване (Arko 130), а през март 1943 г. му е поверено командването на 251-ва пехотна дивизия. Ръководи Korps-Abteilung E, пехотно подразделение с размер на дивизия, на 28 август 1944 г. става командир на 46-и танков корпус, а по-късно командва последователно 27-и и 5-и армейски корпус. Пленен е от американски войски на 8 май 1945 г., а е освободен през 1947 г.
Умира на 8 юли 1962 г. в Цюрих, Швейцария.

## Звания
- Оберст – от 1 февруари 1941 г.
- Генерал-майор – от 1 юни 1943 г.
- Генерал-лейтенант – от 1 декември 1943 г.
- Генерал от артилерията – от 1 януари 1945 г.

## Награди
- Германски кръст, златен – 29 януари 1942 г.
- Рицарски кръст – 28 ноември 1943 г.
- Рицарски кръст с дъбови листа, 643-ти награден – 3 ноември 1944 г.